# Morti nel 1965/Dicembre
| Questa pagina contiene informazioni ricavate automaticamente dalle voci biografiche con l'ausilio del template Bio e di un bot. L'aggiornamento è periodico e automatico e ricostruisce completamente la pagina. Se manca una persona in questa lista, sei pregato di non aggiungerla, ma accertati piuttosto che la sua voce biografica contenga il template Bio e che i dati anagrafici siano correttamente compilati. Se il template Bio manca, inseriscilo tu stesso o, in alternativa, metti l'avviso {{tmp\|Bio}} che ne segnala la mancanza. Se i dati riportati sono sbagliati, correggi direttamente la voce biografica; le modifiche saranno visibili in questa lista entro pochi giorni. Per chiarimenti vedi il progetto biografie. La lista contiene solo le 81 persone che sono citate nell'enciclopedia e per le quali è stato implementato correttamente il template Bio. Pagina aggiornata al 3 mar 2024. |

- 1º dicembre - Fritz Gosslau, ingegnere tedesco (n. 1898)
- 1º dicembre - Patrick McClure, nuotatore e pallanuotista irlandese (n. 1908)
- 1º dicembre - Michael Rocque, hockeista su prato indiano (n. 1899)
- 2 dicembre - Pierre Bovet, psichiatra e pedagogo svizzero (n. 1878)
- 2 dicembre - Hugh Latimer Dryden, fisico statunitense (n. 1898)
- 2 dicembre - Fritz Gajewski, imprenditore tedesco (n. 1885)
- 2 dicembre - Giuseppe La Duca, scacchista italiano (n. 1881)
- 2 dicembre - Attilio Maggiani, allenatore di calcio e calciatore italiano (n. 1893)
- 2 dicembre - Gina Martini Fanoli, politica italiana (n. 1919)
- 2 dicembre - Sadaichi Matsunaga, ammiraglio giapponese (n. 1892)
- 3 dicembre - Hank D'Amico, clarinettista e sassofonista statunitense (n. 1915)
- 3 dicembre - Iginio Ugo Faralli, diplomatico italiano (n. 1889)
- 3 dicembre - Mario Fasson, calciatore svizzero (n. 1902)
- 3 dicembre - Enrico Olivetti, imprenditore e dirigente sportivo italiano
- 3 dicembre - Hanna Sobačko-Šostak, pittrice ucraina (n. 1883)
- 3 dicembre - Pietro Zucchinetti, calciatore italiano (n. 1887)
- 5 dicembre - Joseph Erlanger, medico statunitense (n. 1874)
- 5 dicembre - Sergio Pugliese, drammaturgo e giornalista italiano (n. 1908)
- 5 dicembre - Aldo Valori, scrittore e giornalista italiano (n. 1882)
- 6 dicembre - Elio Steiner, attore italiano (n. 1905)
- 6 dicembre - Domenicano Tondi, scrittore e poeta italiano (n. 1885)
- 7 dicembre - Henri Frotier de La Messelière, storico e genealogista francese (n. 1875)
- 8 dicembre - Wilfred Backhouse Alexander, ornitologo e entomologo britannico (n. 1885)
- 8 dicembre - William Henry Phelps, ornitologo e esploratore statunitense (n. 1875)
- 8 dicembre - André Rosseel, ciclista su strada belga (n. 1924)
- 9 dicembre - Gioacchino Armano, dirigente sportivo e calciatore italiano (n. 1883)
- 9 dicembre - Joan Horan, arciera e nuotatrice irlandese (n. 1918)
- 9 dicembre - Branch Rickey, giocatore di baseball, allenatore di baseball e dirigente sportivo statunitense (n. 1881)
- 9 dicembre - Franco Sartori, pianista e compositore italiano (n. 1892)
- 10 dicembre - Henry Cowell, compositore, teorico musicale e pianista statunitense (n. 1897)
- 10 dicembre - Luigi Maiocco, ginnasta italiano (n. 1892)
- 11 dicembre - Giuseppe De Stefanis, generale italiano (n. 1885)
- 11 dicembre - Rafael Hernández Marín, compositore portoricano (n. 1892)
- 11 dicembre - Elemér Kovács, allenatore di calcio e calciatore ungherese (n. 1890)
- 12 dicembre - Gaetano Castelfranchi, ingegnere e fisico italiano (n. 1892)
- 12 dicembre - Georges Gurvitch, sociologo russo (n. 1894)
- 12 dicembre - Halvdan Koht, storico e politico norvegese (n. 1873)
- 12 dicembre - William Randolph Lovelace II, medico statunitense (n. 1907)
- 13 dicembre - Edoardo Corsi, scrittore italiano (n. 1896)
- 14 dicembre - Hellmuth Felmy, militare tedesco (n. 1885)
- 14 dicembre - Mack Lee Hill, giocatore di football americano statunitense (n. 1940)
- 14 dicembre - Leopoldine Konstantin, attrice austriaca (n. 1886)
- 15 dicembre - Leonid Petrovič Grossman, scrittore russo (n. 1888)
- 15 dicembre - Jerome Daniel Hannan, vescovo cattolico statunitense (n. 1896)
- 15 dicembre - Peer Krom, calciatore olandese (n. 1898)
- 16 dicembre - François Hugues, calciatore francese (n. 1896)
- 16 dicembre - William Somerset Maugham, scrittore e commediografo britannico (n. 1874)
- 16 dicembre - Tito Schipa, tenore e attore italiano (n. 1888)
- 16 dicembre - Salote Tupou III, regina tongano (n. 1900)
- 17 dicembre - Hastings Lionel Ismay, generale, politico e diplomatico britannico (n. 1887)
- 17 dicembre - Tommaso Lequio di Assaba, militare e cavaliere italiano (n. 1893)
- 17 dicembre - Maria Teresa Vera, cantante, compositrice e chitarrista cubana (n. 1895)
- 18 dicembre - Wilhelm Munthe, genealogista norvegese (n. 1883)
- 18 dicembre - Ture Wersäll, tiratore di fune svedese (n. 1883)
- 19 dicembre - Gianfranco Bersani, cestista italiano (n. 1919)
- 20 dicembre - Antonio Cavalli, politico e militare italiano (n. 1889)
- 20 dicembre - Pietro Fassi, pittore italiano (n. 1885)
- 20 dicembre - Wilhelm Malaniuk, giudice e giurista austriaco (n. 1906)
- 20 dicembre - Giuseppe Saitta, filosofo e storico della filosofia italiano (n. 1881)
- 20 dicembre - Alexander Stevens, geologo e esploratore britannico (n. 1886)
- 21 dicembre - Kōdō Sawaki, monaco buddhista giapponese (n. 1880)
- 22 dicembre - Paolo Boetti, militare italiano (n. 1901)
- 24 dicembre - William M. Branham, predicatore statunitense (n. 1909)
- 24 dicembre - Vittorio Emanuele Bravetta, poeta, scrittore e giornalista italiano (n. 1889)
- 24 dicembre - Manuel Gallego, militare spagnolo (n. 1894)
- 24 dicembre - Silvio Laurenti Rosa, regista e attore italiano (n. 1892)
- 25 dicembre - Andrea Torrente, giurista e magistrato italiano (n. 1908)
- 25 dicembre - Paolo Vietti-Violi, architetto italiano (n. 1882)
- 25 dicembre - Paolo de Töth, presbitero e giornalista italiano (n. 1881)
- 26 dicembre - Daniel Bouckaert, cavaliere belga (n. 1894)
- 26 dicembre - John Cregan, mezzofondista statunitense (n. 1878)
- 26 dicembre - Ethel Fleming, attrice statunitense (n. 1890)
- 28 dicembre - Paolo Bentivoglio, politico, antifascista e attivista italiano (n. 1894)
- 28 dicembre - Joseph De Combe, nuotatore e pallanuotista belga (n. 1901)
- 28 dicembre - Guido Fiorini, architetto e scenografo italiano (n. 1891)
- 28 dicembre - Bertram Macdonald, mezzofondista britannico (n. 1902)
- 29 dicembre - Gordon Morgan Holmes, neurologo inglese (n. 1876)
- 29 dicembre - Frank S. Nugent, sceneggiatore, giornalista e critico cinematografico statunitense (n. 1908)
- 30 dicembre - Arnaldo Frateili, poeta, scrittore e giornalista italiano (n. 1888)
- 30 dicembre - Georges Paulmier, ciclista su strada francese (n. 1882)
- 30 dicembre - Franz Roh, artista, fotografo e critico d'arte tedesco (n. 1890)